# Talisay (Cebu)
Talisay – miasto na Filipinach w regionie Środkowe Visayas, w prowincji Cebu, na wschodnim wybrzeżu wyspy Cebu nad cieśniną Cebu. W 2010 roku liczyło 200 772 mieszkańców. Należy do obszaru metropolitalnego Metro Cebu.
Jest ośrodek regionu rolniczego (uprawa zbóż, warzyw, owoców), rybołówstwo, przemysł spożywczy, drzewny, kamieniarski, wyrób artykułów z rattanu, rzemiosło artystyczne i ludowe.
Są dwie wersje pochodzenia nazwy miasta: od rosnących w okolicy drzew magtalisay lub od miejscowości w Hiszpanii o tej samej nazwie.
Patronką miasta jest Santa Teresa de Avila, ku czci której obchodzone jest 15 października święto Fiesta sa Talisay. Najważniejszym zabytkiem jest zbudowany w 1836 roku kościół parafialny pod jej wezwaniem.
Talisay stało się siedzibą augustianów w 1648 roku, status miejski uzyskało w 1849 roku. W czasie II wojny światowej pod okupacją japońską było ośrodkiem ruchu oporu. Wyzwolone 28 marca 1945 przez Amerykanów – od tamtego czasu jest to data lokalnego święta.